# Луньков Дмитро Дмитрович
Дмитро Дмитрович Луньков (1905, село Самарине Орловської губернії, тепер Російська Федерація — ?) — радянський партійний діяч, 2-й секретар Вінницького міськкому КП(б)У, голова Миколаївської обласної спілки споживчих товариств. Член Ревізійної Комісії КП(б)У в червні — серпні 1938 року.

## Біографія
Народився в селянській родині. Здобув вищу освіту.
Член РКП(б) з 1925 року.
У 1937—1938 роках — 2-й секретар Вінницького міського комітету КП(б)У.
27 серпня 1938 року заарештований органами НКВС. Був звинувачений за статтями 54-2, 54-8, 54-11 Кримінального кодексу УРСР. За вироком Військового трибуналу Київського особливого військового округу від 27 травня 1939 року був засуджений на 10 років виправно-трудових таборів. За ухвалою Верховного суду СРСР вирок скасовано, справа відправлена на дослідування. Реабілітований.
Учасник Другої світової війни.
З квітня 1954 по травень 1966 року — голова Миколаївської обласної спілки споживчих товариств.

## Нагороди
- орден Трудового Червоного Прапора (26.02.1958)
- медаль «За перемогу над Німеччиною у Великій Вітчизняній війні 1941—1945 рр.»
- медаль «За доблесну працю у Великій Вітчизняній війні 1941—1945 рр.»